# محطة قطار العامرية
محطة قطار العامرية هي محطة سكة حديد جزائرية تقع في بلدية العامرية، التابعة لولاية عين تموشنت. وتديرها الشركة الوطنية للنقل بالسكك الحديدية.

## موقعها في الشبكة الحديدية
تقع المحطة على خط السانية - بني صاف حيث تسبقها محطة قطار  بوتليليس وتتبعها محطة قطار حاسي الغلة.

## تاريخ
خلال فترة الاستعمار الفرنسي ، كانت المحطة تسمى محطة لورميل (Lourmel) .

## خدمة الركاب

### الإستقبال
تخدم محطة قطار العامرية القطارات الإقليمية على خط وهران - بني صاف  .

### مقالات ذات صلة
- الخط من السانية إلى بني صاف
- قائمة محطات القطارات في الجزائر

### روابط خارجية
"ش.و.ن.س.ح". الشركة الوطنية للنقل بالسكك الحديدية. مؤرشف من الأصل في 2025-05-05..